# Викторовка (Житомирская область)
Викторовка (укр. Вікторівка) — село на Украине, находится в Емильчинском районе Житомирской области.
Код КОАТУУ — 1821782404. Население по переписи 2001 года составляет 111 человек. Почтовый индекс — 11251. Телефонный код — 4149. Занимает площадь 0,72 км².

## Адрес местного совета
11253, Житомирская область, Емильчинский р-н, с.Зеленица